# DCC plc.
DCC plc ist ein irisches Vertriebs- und Marketing-Unternehmen mit Sitz in Dublin. Es ist in vier separaten Divisionen (DCC LPG, DCC Retail & Oil, DCC Technology und DCC Healthcare) organisiert. Der Umsatz verteilt sich wie folgt auf die einzelnen Tätigkeitsbereiche: Vertrieb von Kraftstoffen (49,1 %); Vertrieb von IT- und Technologieprodukten (33,4 %); Verkauf und Vertrieb von Flüssiggas (12,6 %); Verkauf von Gesundheitsprodukten und -geräten (4,9 %)
Seine Aktien sind sowohl an der Euronext Dublin als auch an der Londoner Börse gelistet und Teil des FTSE 100 Index.

## Geschichte
DCC wurde 1976 von Jim Flavin als Development Capital Corporation Limited gegründet, zunächst als Unternehmen für die Bereitstellung von Risikokapital für Start-ups. 1977 erfolgte die erste Investition in den Energiesektor mit der Übernahme von Flogas, einem irischen Unternehmen der Flüssiggas-Branche (LPG). 1982 wurde Hospital Enterprises übernommen, die erste Investition von DCC im Gesundheitswesen.
1988 wurden Sharptext (Irland) und Micro-P (Vereinigtes Königreich) übernommen als Einstieg in den Technologiesektor. Heute werden diese Unternehmen unter dem Namen Exertis geführt. Von 1976 bis 1990 entwickelte sich Development Capital Corporation zu Irlands führendem Risikokapitalunternehmen. Allmählich wurde der Wechsel zu einer operativen Gruppe eingeleitet. Das Unternehmen ändert seinen Namen in DCC. Die Schwergewichte wurden auf die Sektoren Energie, Gesundheitswesen, Technologie, Umwelt und Lebensmittel gelegt. Im Mai 1994 wurden die Aktien an den Börsen Dublin und London notiert.
Im Jahr 1988 tritt DCC in den britischen Gesundheitsmarkt ein. Es werden die zwei britischen Gesundheits- und Schönheitsunternehmen EuroCaps und Thompson & Capper in den Jahren 1998 und 1999 erworben. Im Jahr 2005 erwirbt DCC das Geschäft von BP in Schottland und steigt damit erstmals in den britischen Flüssigbrennstoffsektor ein. 2009 expandiert DCC Energy mit der Übernahme des Shell-Geschäfts in Dänemark und Österreich erstmals in den Flüssigbrennstoffvertriebsmarkt in Kontinentaleuropa.
2014 veräußert DCC seine Division Food & Beverage. 2015 kauft DCC Butagaz von Shell und das unbemannte Tankstellennetz von ESSO SAF in Frankreich. Im gleichen Jahr wird DCC in den FTSE 100 Index aufgenommen. 2017 erwirbt DCC Energy das LPG-Geschäft von Shell in Hongkong und Macau und veräußert seine Umweltsparte. Daneben steigt DCC in den US-LPG-Markt ein und erwirbt Retail West, heute unter dem Namen DCC Propane. 2018 erwirbt DCC Healthcare die US-amerikanische Gesundheits- und Schönheitfirma Elite One Source Nutritional Services.
Ebenfalls 2018 erwirbt DCC plc. die in Würzburg ansässige TEGA GmbH (Technische Gase und Gastechnik). Die TEGA GmbH hat mehrere Sitze in Deutschland und Österreich z. B. in Regensburg, Marktbreit, Herten, Enns in Österreich.
Im Jahr 2021 wird die bisher größte Akquisition der Gruppe mit Almo Corporation (Verkäufer von Haushaltsgeräten, Unterhaltungselektronik, Möbeln und Haushaltswaren in den Vereinigten Staaten) umgesetzt.
Im November 2023 wurde Progas gekauft.